# Pablo Pérez Costanti
Pablo Pérez Costanti Ballesteros, nacido en Santiago de Compostela el 2 de diciembre de 1857 y fallecido en la misma ciudad el 19 de septiembre de 1938, fue un archivero y escritor español.

## Trayectoria
Fue archivero municipal de Santiago de Compostela desde 1885 y trabajó en los archivos de la mitra, catedralicio y en el de protocolos. Fundó el periódico Organillo (1883) y colaboró en el Boletín de la Real Academia Gallega, El Eco de Santiago, Galicia Diplomática, La Patria Gallega y Revista Gallega. Participó en la Liga Regional Gallega (1898) y fue su miembro correspondiente en Santiago de Compostela. En 1923 dirigió la investigación documental para la sección de arte barroco del Seminario de Estudios Gallegos. Perteneció a la Sociedad Económica de Amigos del País de Santiago y fue académico fundador de la Real Academia Gallega y correspondiente de la Real Academia de la Historia y de la Real Academia de Bellas Artes de San Fernando.

## Obras
- Biografía del escultor Ferreyro, 1898.
- Historia del periodismo santiagués, 1905.
- Notas viejas galicianas, 1925-1927.
- Diccionario de artistas que florecieron en Galicia durante los siglos XVI y XVII, 1930.